# Stylidium carnosum
Stylidium carnosum är en tvåhjärtbladig växtart som beskrevs av George Bentham. Stylidium carnosum ingår i släktet Stylidium och familjen Stylidiaceae. Inga underarter finns listade i Catalogue of Life.